# 1617
1617 (MDCXVII) byl rok, který dle gregoriánského kalendáře započal nedělí.

## Události
České země
- 17. června – Ferdinand II. byl na zemském sněmu v Praze přijat za českého krále (ještě za života Matyáše, což nebývalo obvyklé). Korunován byl o 12 dní později.

Svět
- 24. dubna – Ludvík XIII. se násilným převratem chopil faktické moci ve Francii poté, co nechal odstranit maršála d'Ancré, jeho manželku Leonoru Galigai a svou matku Marii Medicejskou internoval.
- Stolbovská smlouva : Rusko ztrácí přístup k Baltu
- Zámek Lnáře dostal Adam ze Šternberka
- Sultán Ahmed I. vládne posledním rok, poté umírá.

### Probíhající události
- 1568–1648 – Nizozemská revoluce
- 1568–1648 – Osmdesátiletá válka
- 1609–1618 – Rusko-polská válka

## Narození

### Česko
- Kryštof Vilém Harant z Polžic a Bezdružic, generál a šlechtic († 25. února 1691)
- Adam Matyáš z Trauttmansdorffu, rakouský šlechtic, dlouholetý nejvyšší maršálek Českého království († 2. listopadu 1684)

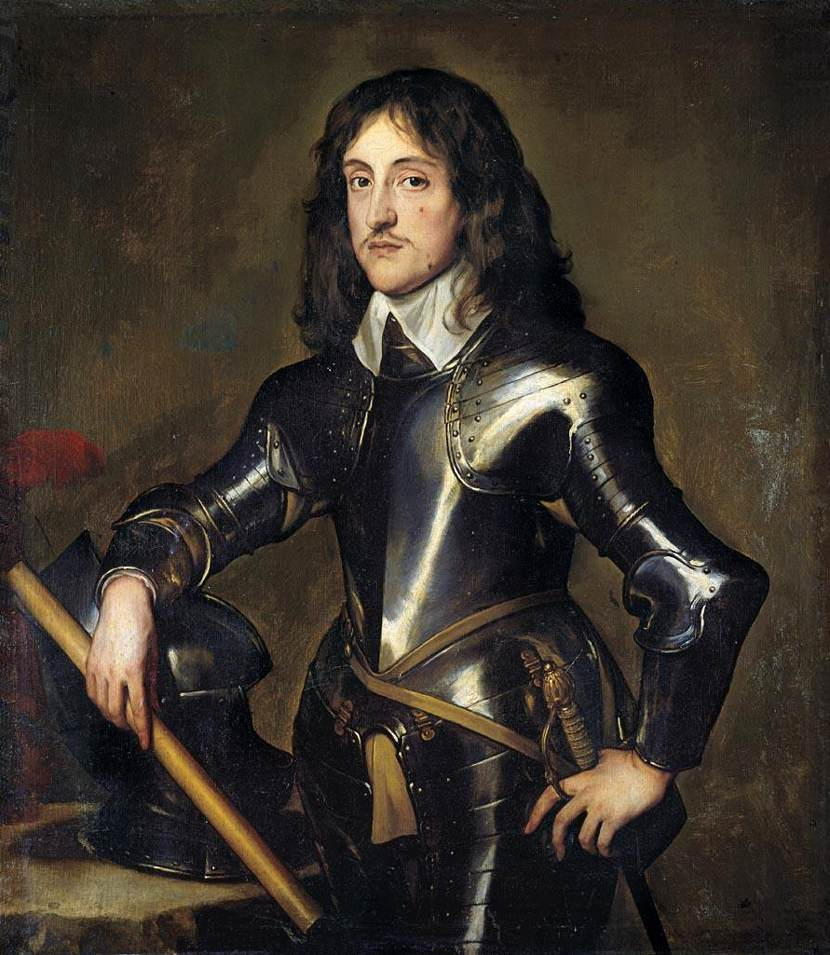
Karel I. Ludvík Falcký (* 22. prosince)

#### Svět
- 09. května – Fridrich Hesensko-Eschwegský, hesensko-eschwegský lankrabě († 24. září 1655)
- 23. května – Elias Ashmole, anglický starožitník, sběratel umění († 18. května 1692)
- 10. srpna – pokřtěn Ambrosius Brueghel, vlámský barokní malíř († 9. února 1675)
- 24. srpna – Johann Rosenmüller, německý hudební skladatel († 10. září 1684)
- 25. srpna – pokřtěna Frances Hyde, anglická peerka a matka krále Jakuba II. Stuarta († 8. srpna 1667)
- 03. září – Roshanara Begum, druhá dcera mughalského císaře Šáhdžahána († 11. září 1671)
- 13. září – Luisa Šarlota Braniborská, kuronská vévodkyně († 29. srpna 1676)
- 21. října – Ngawang Lozang Gjamccho, tibetský dalajlama († 2. dubna 1682)
- 16. listopadu – Fridrich VI. Bádensko-Durlašský, bádensko-durlašský markrabě († 10./31. ledna 1677)
- 22. prosince – Karel I. Ludvík Falcký, falcký kurfiřt († 28. srpna 1680)
- 31. prosince – Bartolomè Esteban Murillo španělský malíř období baroka († 3. dubna 1682)
- neznámé datum
  - Claude Bazin de Bezons, francouzský právník a politik († 20. března 1684)
  - Seth Ward, anglický biskup, matematik a astronom († 6. ledna 1689)
  - Ralph Cudworth, anglický filozof († 26. června 1688)
  - Gerard ter Borch, holandský malíř († 8. prosince 1681)

## Úmrtí

### Česko
- 29. ledna – Jan Křtitel Civalli, katolický biskup a minorita působící v Čechách (* ?)
- 15. dubna – Jan Jiří ze Švamberka, šlechtic (* 30. srpna 1548/55)
- 27. srpna – Jiří Tesák Mošovský, evangelický kněz, spisovatel, básník a dramatik (* kolem 1547)
- 20. listopadu – Jan Arnošt Schösser, primátor města Ústí nad Labem (* 1574)
- 16. prosince – Mikuláš Albert z Kaménka, humanitní kněz, překladatel a orientalista (* asi 1547)
- neznámé datum
  - Šimon Podolský z Podolí, malíř a kartograf (* 13. ledna 1561)

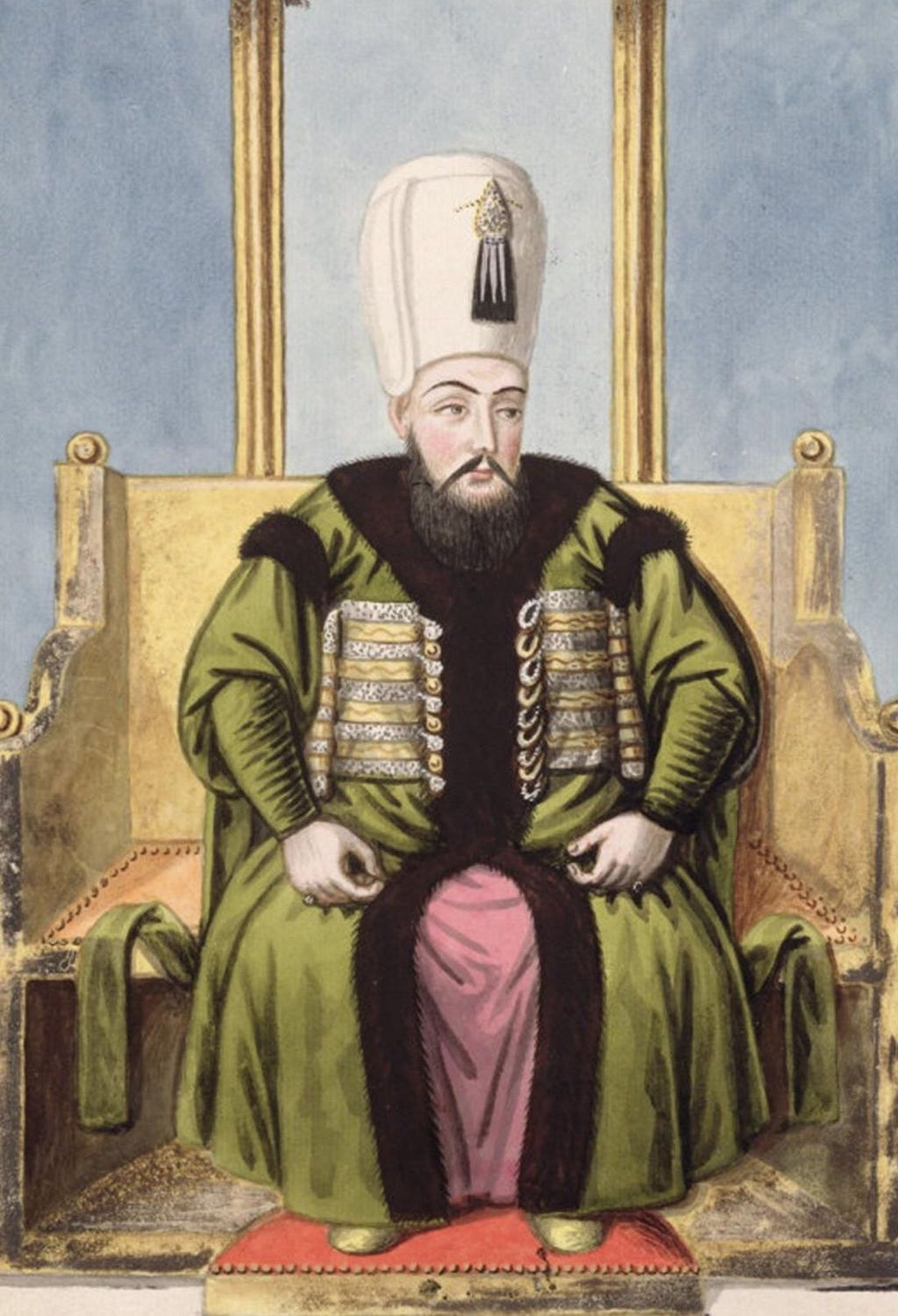
Ahmed I. († 22. listopadu)

  - Ahmed I. († 22. listopadu) Daniel Uher z Jenčic, 49. probošt litoměřické kapituly (* ?)
  - Burian Stradonius Joseffi, humanistický básník, bakalář svobodných umění, radní a písař ve Vysokém Mýtě (* 1564)
  - Kateřina z Redernu, šlechtična (* 1553 nebo 1564)

#### Svět
- 01. ledna – Hendrik Goltzius, nizozemský grafik, kreslíř a malíř (* 1558)
- 06. ledna – Dorothea Dánská, brunšvicko-lüneburská vévodkyně (* 29. června 1546)
- 10. ledna – Karel II. Minsterberský, slezský kníže (* 15. dubna 1545)
- 16. ledna – Wolf Dietrich von Raitenau, arcibiskup v Salcburku (* 26. března 1559)
- 17. ledna – Faust Vrančić, chorvatský středověký učenec (* 1551)
- 04. dubna – John Napier, skotský matematik, fyzik a astronom (* 1550)
- 24. dubna – Concino Concini, italský dobrodruh (* 1575)
- Pocahontas († březen) 07. května – David Fabricius, německý pastor a astronom (* 9. března 1564)

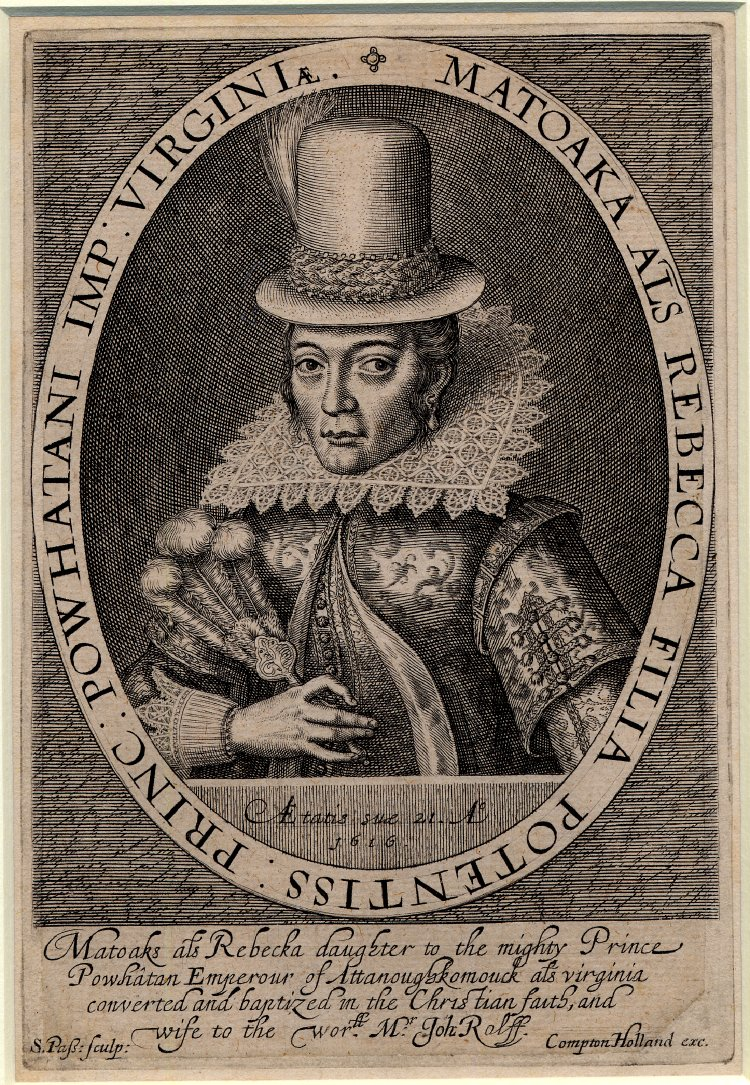
Pocahontas († březen)

- 08. července – Galigai, maršálka z Ancre, soukojenkyně Marie Medicejské (* 19. května 1568)
- 13. července – Adam Václav Těšínský, těšínský kníže z rodu slezských Piastovců (* 12. prosince 1574)
- 18. července – Dorotea Marie Anhaltská, sasko-výmarská vévodkyně (* 2. července 1574)
- 10. srpna – Mistr Šimon Skála, děkan artistické fakulty pražské univerzity (* ?)
- 24. srpna – svatá Růžena Limská, první kanonizovaná osoba na jihoamerickém kontinentu (* 20. dubna 1586)
- 25. září – Francisco Suárez, španělský teolog (* 5. ledna 1548)
- 22. listopadu – Ahmed I., osmanský sultán (* 18. dubna 1590)
- neznámé datum
  - Pocahontas, americká indiánka (* asi 1596)
  - Saul Wahl, bohatý a politicky vlivný polský Žid (* 1541)

## Hlavy států
- Anglie – Jakub I. Stuart (1603–1625)
- Francie – Ludvík XIII. (1610–1643)
- Habsburská monarchie – Matyáš Habsburský (1612–1619)
- Osmanská říše – Ahmed I. (1603–1617) / Mustafa I. (1617–1618)
- Polsko-litevská unie – Zikmund III. Vasa (1587–1632)
- Rusko – Michail I. (1613–1645)
- Španělsko – Filip III. (1598–1621)
- Švédsko – Gustav II. Adolf (1611–1632)
- Papež – Pavel V. (1605–1621)
- Perská říše – Abbás I. Veliký